# Linda Batista
Linda Batista (Salvador, 4 de junio de 1972) es una modelo y actriz brasileña.
Ha desarrollado buena parte de su carrera en Europa, principalmente en Italia, como modelo y actriz de cine, teatro y televisión. Realizó pequeños papeles en películas para televisión y alguna que otra miniserie. Por último, hizo el papel de Sancha de Aragón en Los Borgia.

## Filmografía
- E io non pago - L'Italia dei furbetti, 2012
- Donna detective, 2007 (TV Series)
- Pompeya, 2007 (TV)
- Los Borgia, 2006
- The Clan, 2005
- La signora delle camelie, 2005 (TV)
- Encantado, 2002
- I Banchieri di Dio, 2002
- Shaka Zulu, 2001 (TV)
- Zwischen Liebe und Leidenschaft, 2000 (TV)
- Dov'è mio figlio, 2000 (TV)